# Woody-Rinn
Woody-Rinn（うっでぃりん）は、長野県出身のソフトウェア開発者、漫画家、イラストレーター。森林林檎（もりばやし りんご）、森林りんごとも。

## 概要
本業はゲーム会社のプログラマとして勤務し、その傍ら「森林林檎」あるいは「森林りんご」名義で、商業誌・同人誌問わず様々な媒体で漫画・イラストを手がけた。漫画は、大友克洋を意識した劇画調の背景・メカと、萌え絵的な美少女を組み合わせた、個性的な画風である。Woody-Rinnは、森林りんご名義の漫画作品「RINNちゃんの事件簿」に登場する、主人公の美少女ロボットの名前でもある。
オンラインソフトウェア作家でもあり、草の根BBSであるパソコン通信の「まきちゃんNET」（改名後は「まぐろBBS」）に参加して、画像ファイルフォーマット「MAKI」「MAG」や、グラフィックソフト「鮪ペイント」などを手がけた。MAGはMS-DOS時代の日本のお絵描き（ドローイング）系の16色画像ファイルの事実上の標準フォーマットとなり、鮪ペイントは後に改良が加えられて「マルチペイント」として市販された。以後はWindows用のオンラインソフトやblogツール「rNote」を開発した。なおDOS時代のプログラムの開発にはPascalを愛用していた。マルチペイントはTurbo Pascalで開発された。

## 作品一覧
- RINNちゃんの事件簿：全1巻　司書房　ISBN 978-4924464544
- ウルトラ―M：全1巻　白夜書房（ホットミルクcomics）ISBN 978-4893671790
- 真・隷嬢物語：全1巻　大洋図書 ISBN 978-4886728036